# Jan Krupski (szlachcic)
Jan Krupski herbu Korczak – polski szlachcic. 
Był synem Jerzego Krupskiego. Sprawował godności dziekana lwowskiego (1538) i kantora sandomierskiego.

## Literatura
- Adam Boniecki, Herbarz Polski, Warszawa, 1908, cz. 1, t. XII, s. 350.
- Seweryn Uruski, Rodzina Herbarz szlachty polskiej, Poznań, 1997, t. 8, s. 93.